# On the Road (canción)
«On the Road» (en hangul, 너에게 가는 이 길 위에서 (너.이.길)) es una canción grabada por el cantante surcoreano Baekhyun. Fue lanzada como banda sonora del drama Hyena. Se publicó el 29 de febrero de 2020 como sencillo digital por la discográfica Danal Entertainment.

## Composición
Es una canción de balada, acompañada del piano sobre la esperanza de que alguien especial pueda entender los sentimientos sinceros de otra persona.

## Éxito comercial
«On the Road» debutó en el centésimo trigésimo puesto de Gaon Digital Chart, logrando subir cincuenta y cuatro puestos.

## Lista de canciones
| On the Road |                                                        |                              |                     |          |  |
| N.º         | Título                                                 | Letras                       | Música              | Duración |  |
| 1.          | «On the Road» (너 에게 가는 이 길 위에서 (너. 이. 길)) | Rhinoceros Kangaroo Red Bear | Red Bear Jin Hee-ju | 3:58     |  |
| 2.          | «On the Road» (instrumental)                           |                              | Red Bear Jin Hee-ju | 3:55     |  |
| 7:13        |                                                        |                              |                     |          |  |

## Posicionamiento en listas
| Lista (2020)                       | Mejor posición |
| ---------------------------------- | -------------- |
| Corea del Sur (Gaon Digital Chart) | 76             |
| Corea del Sur (K-pop Hot 100)      | 45             |